# Dialeurodes dubia
Dialeurodes dubia là một loài côn trùng cánh nửa trong họ Aleyrodidae, phân họ Aleyrodinae.
Dialeurodes dubia được Corbett miêu tả khoa học đầu tiên năm 1935.